# Tokkō
Ne doit pas être confondu avec Tokkō (manga).
La Tokkō (特高), terme désignant la « Haute police spéciale » (特別高等警察, Tokubetsu kōtō keisatsu), était une force de police politique homologue de la Gestapo et de l'OVRA établie en 1911 dans l'empire du Japon, pour enquêter spécifiquement sur les groupes politiques et les idéologies vus comme une menace à l'ordre public ainsi que pour les contrôler. 

## Histoire
Conçue comme une version civile des polices militaires Kenpeitai et Tokkeitai, et divisée en six départements, cette branche du département de la Police métropolitaine de Tokyo a été créée à la suite de l'Incident de haute trahison de 1910. Ses pouvoirs augmentent considérablement en 1925 avec la promulgation de la « Loi sur la préservation de la paix » du gouvernement de Katō Takaaki, elle s'étend dès lors à toutes les préfectures du territoire national ainsi qu'à certaines colonies de l'Empire comme le secteur contrôlé de Shanghai.
Elle acquiert le surnom de « police de la pensée » (思想警察, Shisō keisatsu) avec la montée du nationalisme Shōwa alors que l'une de ses sources principales d'information est le représentant désigné des tonarigumi, les associations de voisinage créées par le gouvernement de Fumimaro Konoe.
Elle est abolie en 1945 par le Commandant suprême des forces alliées lors de l'occupation du Japon.